# Coleophora retifera
Coleophora retifera is een vlinder uit de familie kokermotten (Coleophoridae). De wetenschappelijke naam is voor het eerst geldig gepubliceerd in 1922 door Meyrick.
De soort komt voor in Europa.